# Жозе-Мария дьо Ередия
Жозѐ-Мария̀ дьо Ередия̀ (на френски: José-Maria de Heredia) е френски поет от кубински произход.

## Биография
Роден е на 22 ноември 1842 година край Сантяго де Куба в семейството на собственик на плантация за кафе. Деветгодишен е изпратен да учи в интернат във Франция, където прекарва почти целия си живот. Започва да следва право, но повлиян от Льоконт дьо Лил, скоро се ориентира към литературата. Макар че публикува рядко, със своята поезия си създава репутация в парижките литературни среди и се утвърждава като една от водещите фигури на Парнасизма. Единствената стихосбирка, която публикува – „Трофеи“ („Les Trophées“, 1893), включва 118 сонета и 4 по-дълги поеми.
Жозе-Мария дьо Ередия умира на 3 октомври 1905 година в Бурдоне.